# 281459 Kyrylenko
281459 Kyrylenko è un asteroide della fascia principale. Scoperto nel 2008, presenta un'orbita caratterizzata da un semiasse maggiore pari a 2,2546399 au e da un'eccentricità di 0,2299246, inclinata di 2,38015° rispetto all'eclittica.
L'asteroide è dedicato ai fratelli astronomi ucraini Dmytro e Petro Kyrylenko.